# مانس هاربر (کارولینای شمالی)

مانس هاربر

مانس هاربر (به انگلیسی: Manns Harbor) شهری در ایالت کارولینای شمالی کشور ایالات متحده آمریکا است که جمعیت آن در سرشماری سال ۲۰۱۰ میلادی، ۸۲۱ نفر بوده‌است.